# Aysén (comuna)
Aysén, o Aisén, es una comuna de la zona austral de Chile en la Región de Aysén del General Carlos Ibáñez del Campo. Limita al norte con Guaitecas y Cisnes, al este con Coyhaique, Río Ibáñez y Chile Chico, al sur con Tortel y al oeste con el océano Pacífico. Con 29 906,1 km², es la cuarta comuna más grande de Chile por superficie. Al 2017 cuenta con una población de 23 959 habitantes. Su capital es Puerto Aysén, localizada a 64 km de la ciudad de Coyhaique, la capital regional.
La Comuna de Aysén tiene una actividad económica basada principalmente la actividad pesquera y salmonicultora, la ganadería y el turismo. Puerto Chacabuco, localizado en el extremo oriental del fiordo de Aysén, es la principal vía de conexión marítima de la comuna y de la región.
El clima de la región está fuertemente influenciado por el frente polar, con características marítimas al occidente del macizo andino y de continentalidad en la vertiente oriental. La presencia de grandes lagos configura importantes microclimas. Los principales tipos climáticos son: Templado frío lluvioso; transandino con degeneración esteparia; de estepa fría y de hielo de altura.

## Etimología
Existen diversas teorías sobre el origen y significado de la palabra Aysén, sin que exista claridad sobre el origen etimológico del término. De acuerdo con ciertos estudiosos de las lenguas originarias de Chile, el término es de origen indígena y proviene del vocablo chono Achén, que quiere decir desmoronarse o desmembrarse, lo que va en directa relación con los fiordos de la zona. Otra teoría indica que, de acuerdo con las observaciones de José de Moraleda en 1783, fue un término utilizado por los veliche (huilliches de Chiloé), cuyo significado sería «internación o que se interna más al interior», respondiendo así a la configuración natural del Fiordo de Aysén, que, visto desde la costa del Canal Moraleda, es un trozo de mar que ingresa profundamente en el territorio con dirección oriente. Una tercera explicación define que «Aysen» proviene de un vocablo tehuelche (Aónikenk), y significaría «Lugar de huemules», o bien de otro cuyo significado sería «retorcido» o «desmembrado».
Sin embargo, estas versiones basadas en lenguas originarias despiertan resistencias entre varios estudiosos, tanto por la diversidad de explicaciones que plantea, como por no encontrarse en glosarios lexicográficos conocidos, ni corresponder a las terminaciones de otros lugares de ascendencia étnica, tales como: aike (Coyhaique - tehuelche), co-hue (Huillinco o Dalcahue - veliche), ec-ao (Chaulinec o Achao - chona).
Paralelamente, existe una leyenda etimológica según la cual el término tendría su origen en los navegantes británicos que exploraron los canales patagónicos, designando la zona donde se ubica el último de los ventisqueros que llega al mar. De acuerdo con esta teoría, el término habría sido usado, por ejemplo, por el capitán Robert Fitz-Roy en 1831, quién exploró la costa a bordo de su barco, el Beagle, junto a Charles Darwin. Fitz-Roy habría dibujado unos mapas detallados de la zona y para marcar el punto donde terminaban los hielos, escribió las palabras inglesas Ice end (fin del hielo). No obstante, esta explicación es inadmisible puesto que el nombre Aysén con "y griega" (como solía usarse en el siglo XVIII), ya figura en documentos del Padre García, quién exploró esta zona ya en 1763, por lo que es, como mínimo, más de 60 años anterior a la llegada del Beagle.
A pesar de su falta de solidez, esta presunta hipótesis se ha divulgado en los últimos tiempos e incluso ha aparecido en folleterías turísticas, seguramente debido a la gran cantidad de turistas europeos que llegan a estas tierras de la Patagonia cada año. Esto, así como un repentino aumento externo en el poblamiento de esta zona (la última en ser colonizada), ha llevado a un deterioro cultural de la historia y la Cultura Patagónica Occidental.

## Medio ambiente

### Geomorfología y componentes abióticos
La comuna de Aysén se encuentra emplazada en las unidades geomorfológicas de Cordillera patagónica de ventisqueros del Pacífico, Cordillera patagónica de fiordos y ríos de control tectónico, Llano central con tectónica de hundimiento, Cordillera patagónica insular y Cordillera de la costa con tectónica de hundimiento; y presenta según la clasificación climática de Köppen clima de tundra (ET), clima mediterráneo de lluvia invernal (Csb), clima mediterráneo de lluvia invernal de altura (Csb (h)), clima mediterráneo frío de lluvia invernal (Csc), clima templado lluvioso (Cfb) y clima templado lluvioso frío (Cfc). Esta además se halla entre las cuencas hidrográficas de Archipiélago de las Guaitecas y de los Chonos, Costeras e Islas entre el Río Aysén, Río Baker y Canal Gral. Martínez, Costeras e Islas entre el Río Palena y Río Aysén, Cuencas costeras entre el Río Pascua, límite regional y Archipiélago Guayeco, Río Aysén y Río Baker. Además, la comuna posee diversos cuerpos de agua, entre los que se destacan el Lago Bayo, Lago Camilo Henríquez, Lago Choritos, Lago de los Palos, Lago del Salto, Lago Elena, Lago Francisco A. Encina, Lago Gustavo Rubio, Lago Las Cruces, Lago Manuel Rodríguez, Lago Meullín, Lago Dorita, Lago Portales, Lago Presidente Ríos, Lago Riesco, Lago Traiguén o Tronador, Lago Yulton y Lago Zenteno; y Lago Cóndor, Lago Victoria, Laguna Aislada, Laguna Alta, Laguna Baja, Laguna Barrosa, Laguna Bongo, Laguna Candelaria, Laguna Caupolicán, Laguna Clara, Laguna Corazón, Laguna Cuchi, Laguna del Paso, Laguna Duende, Laguna Elena, Laguna Ellis, Laguna Rondalini, Laguna San Rafael, Laguna Santa Rita, Laguna Teresa, Laguna Vera y Laguna Willy.

### Componentes bióticos
Dentro del territorio de la comuna se pueden hallar los siguientes ecosistemas:
- Bosque caducifolio templado andino donde predominan Nothofagus pumilio y Berberis ilicifolia (Preocupación menor)
- Bosque caducifolio templado andino donde predominan Nothofagus pumilio y Ribes cucullatum (Preocupación menor)
- Bosque resinoso templado costero donde predominan Pilgerodendron uvifera y Astelia pumila (Preocupación menor)
- Bosque siempreverde templado andino donde predominan Nothofagus betuloides y Chusquea macrostachya (Vulnerable)
- Bosque siempreverde templado interior donde predominan Nothofagus betuloides y Desfontainia spinosa (Preocupación menor)
- Bosque siempreverde templado interior donde predominan Nothofagus nitida y Podocarpus nubigenus (Preocupación menor)
- Bosque siempreverde templado-antiboreal costero donde predominan Nothofagus betuloides y Drimys winteri (Preocupación menor)
- Herbazal templado andino donde predominan Nassauvia dentata y Senecio portalesianus (Preocupación menor)
- Matorral caducifolio templado andino donde predomina Nothofagus antarctica (Preocupación menor)
- Matorral caducifolio templado andino donde predominan Nothofagus antarctica y Empetrum rubrum (Preocupación menor)
- Matorral siempreverde templado costero donde predominan Pilgerodendron uvifera y Nothofagus nitida (Preocupación menor)
- Zonas geográficas hinóspitas sin vegetación (Sin información)
- Turbera templada costera donde predominan Donatia fascicularis y Oreobolus obtusangulus (Preocupación menor)

### Medidas de protección ambiental y conflictos socioambientales
Hasta 2022, la comuna de Aysén cuenta con las siguientes zonas que cuentan con algún nivel de protección ambiental:
- Archipiélago W Canal Messier (Sitios ERB)[15]
- Área Marina Costera Protegida Tortel (Área Marina Costera Protegida)[16]
- Bahía Anna Pink - Estero Walker (Sitios Ley 19.300)[17]
- Cerro Rosado (Bien Nacional Protegido)[18]
- Isla Kent - Quitralco (Sitios Ley 19.300)[19]
- Lago Copa (Bien Nacional Protegido)[20]
- Lago Presidente Ríos (Sitios ERB)[21]
- Laguna San Rafael (Reserva Biósfera)[22]
- Laguna Vera (Bien Nacional Protegido)[23]
- Monumento Natural Cinco Hermanas (Monumento Natural)[24]
- Nalcayec (Bien Nacional Protegido)[25]
- Parque Nacional Laguna San Rafael (Parque Nacional)[26]
- Reserva Forestal Katalalixar (Reserva Forestal)[27]
- Reserva Forestal Las Guaitecas (Reserva Forestal)[28]
- Reserva Nacional Río Simpson (Reserva Nacional)
- Santuario de la Naturaleza Estero Quitralco (Santuario de la Naturaleza)[29]
- Santuario de la Naturaleza Meullín-Puye (Santuario de la Naturaleza)[30]
- Sector Hudson (Sitios Ley 19.300)[31]

## Demografía
Censo del INE de 2017 (Aysén)
- Población según el censo de 1992: 19 090
- Población según el censo de 2002: 22 353
- Población según el censo de 2017: 23 959
- Población urbana (2002): 19 580
- Población rural (2002): 2774
- Hombres (2017): 12 719
- Mujeres (2017): 11 240

## Principales localidades
- Puerto Aysén: 26 114 (estimación 2012)
- Puerto Chacabuco: 1854 (estimación 2012)
- Isla Las Huichas (Puerto Aguirre y sus alrededores): 1850 (estimación 2012)
- Villa Mañihuales: 2054 (estimación 2012)

## Economía
En 2018, la cantidad de empresas registradas en Aysén fue de 583. El Índice de Complejidad Económica (ECI) en el mismo año fue de 0,17, mientras que las actividades económicas con mayor índice de Ventaja Comparativa Revelada (RCA) fueron Pesca Industrial (171,2), Reproducción y Crianzas de Peces Marinos (52,23) y Ferias de Exposiciones con Fines Empresariales (45,26).

### Sitios de interés y turismo
En la comuna se encuentran un sinnúmero de fiordos, lagos, lagunas, ventisqueros, volcanes, montañas, montes, golfos, canales e islas. Los sitios más visitados son la laguna San Rafael, y el ventisquero San Valentín, que es el que está más cerca del Ecuador en el mundo.

## Administración

### Municipalidad
De acuerdo a la organización política de Chile, el gobierno del territorio local recae en comunas, que corresponden a la división administrativa menor y básica. Estas unidades territoriales son administradas por municipios, los cuales -de acuerdo a la Ley N.º 18.695, Orgánica Constitucional de Municipalidades-, son corporaciones autónomas de derecho público, descentralizadas, que tienen como finalidad satisfacer las necesidades de la comunidad local y asegurar su participación en el progreso económico, social y cultural.
Mediante el Decreto con Fuerza de Ley N.º 8.582, de 1927, se creó el Territorio de Aysén, estableciendo como su capital la ciudad de Puerto Aysén. Su primer jefe comunal fue Ciro Arredondo. Luego, mediante la ley N.º 13.375, del año 1959, se escindió de su administración los territorios que conformaron la comuna de Coyhaique y la subdelegación de Puerto Cisnes. Luego, durante el proceso de regionalización impulsado por la dictadura militar, se le quitó a Puerto Aysén la calidad de capital de la recientemente establecida Región de Aysén, transfiriendo dicha calidad a la ciudad de Coyhaique.
La administración de la comuna de Aysén se divide entre un Alcalde o Alcaldesa, quien es jefe del gobierno local, correspondiéndole la dirección y la supervigilancia de su funcionamiento y un Concejo Municipal, que es una institución con atribuciones de carácter normativo, resolutivo y fiscalizador, encargado de hacer efectiva la participación de la comunidad local. Sus seis miembros son elegidos cada cuatro años por medio de sufragio universal.
En las elecciones municipales chilenas del año 2021, para el periodo que se inició el 28 de junio de ese año y que termina el 6 de diciembre de 2024, fue electo como alcalde Julio Uribe Alvarado (independiente), con un 44,81 % de los votos.
Para el periodo 2021-2024 el Concejo Municipal de Aysén está compuesto por:
- Gabriel Eduardo Muñoz Abello (RN)
- Rosa González Bórquez (DC)
- Silvia Inerme Klagges Cristi (UDI)
- Alejandro Antonio Soto Vargas (UDI)
- Tatiana Carolina Villarroel Arancibia (IND)
- Jorge Alejandro Figueroa Jara (PR).[38]

### Organización de la Municipalidad de Aysén
El Municipio de Aysén se encuentra organizado en direcciones, las cuales concentran la gran mayoría de las responsabilidades y atribuciones que la ley le atribuye a estas entidades. Entre las principales direcciones se encuentran las de Administración y Finanzas, Educación Municipal, Secretaría Municipal y Control, Obras, entre otras. Además cuenta con una Secretaría Comunal de Planificación.
La comuna de Aysén tiene un presupuesto para el año 2021 de CL$ 8 706 730 000 –más de US$ 11 millones-, el cual distribuye entre sus responsabilidades, entre las cuales se cuenta la educación y el mantenimiento y ejecución de las obras relativas al transporte local. A diferencia de los municipios de otras regiones de Chile, la salud local de todas las comunas de la Región de Aysén se encuentra centralizada en el Servicio de Salud Aysén.

### Representación parlamentaria
La Municipalidad de Aysén integra junto con las comunas de Cisnes, Coyhaique, Guaitecas, Río Ibáñez , Chile Chico, O'Higgins, Cochrane, y Tortel el Distrito Electoral N.º 27 y pertenece a la 14.ª Circunscripción Senatorial (Aysén). Es representada en el Senado por David Sandoval (UDI) y Ximena Órdenes  (IND-PPD). A su vez, es representada en la Cámara de Diputados para el periodo 2018-2022, por Aracely Leuquén (RN), Miguel Ángel Calisto (DC) y René Alinco (IND-PPD).